# IJzerfrontroute
De IJzerfrontroute is een bewegwijzerde toeristische autoroute aan het IJzerfront in Vlaanderen. De 73,4 km lange route is bewegwijzerd met bruin-witte zeshoekige borden. De route loopt langs Nieuwpoort, Koekelare, Diksmuide. 